# Bvndit
Bvndit (stylisé BVNDIT, coréen : 밴디트, prononcé Bandit) est un girl group sud-coréen formée en 2019 par MNH Entertainment (en). Le groupe est composé de cinq membres : Yiyeon, Jungwoo, Songhee, Simyeong et Seungeun. Elles ont débuté le 10 avril 2019 avec l'album single BVNDIT, Be Ambitious!.
Le groupe se sépare officiellement en octobre 2022, trois ans seulement après ses débuts.

## Nom
Le nom du groupe, Bvndit, prononcé Bandit, est un acronyme signifiant « Be Ambitious N Do IT », en français Sois ambitieux et fais-le.

## Histoire

### 2019: Débuts avecBVNDIT, Be Ambitious!etBE!
Bvndit est le premier girl group formé par MNH Entertainment. Le groupe a fait ses débuts le 10 avril avec la chanson Hocus Pocus, qui est le titre principal de leur premier album single numérique BVNDIT, Be Ambitious!. L'album single est composé de trois chansons, dont deux étant Be Ambitious! servant de chanson d'introduction et My Error,. Le 11 avril 2019, elles ont fait leur début officiel sur scène dans l'émission M Countdown.
Le 15 mai 2019, Bvndit réalise leur seconde chanson digitale intitulée Dramatic.
Le 5 novembre 2019, Bvndit sort leur premier EP BE! avec comme chanson principale Dumb,.

### 2020:CooletCarnival
Le 6 février 2020, Bvndit sort le single anglais Cool accompagné d'un clip vidéo pour le projet New.wav créé par MNH Entertainment afin d’interagir avec le public à travers une musique diverse.
Le 20 avril, le groupe sort le clip vidéo Children, single de pré-sortie pour leur second EP intitulé Carnival. Ce dernier sortit trois semaines plus tard, le 13 mai, avec la chanson principale Jungle.

## Membres
| Nom de scène | Nom de scène | Nom de naissance | Nom de naissance | Date de naissance | Nationalité  | Position                                                               |
| Romanisé     | Coréen       | Romanisé         | Coréen           | Date de naissance | Nationalité  | Position                                                               |
| ------------ | ------------ | ---------------- | ---------------- | ----------------- | ------------ | ---------------------------------------------------------------------- |
| Yiyeon       | 이연         | Jung Yi-yeon     | 정이연           | 28 mai 1995       | Sud-coréenne | Leader, rappeuse principale, chanteuse, danseuse, unnie (la plus âgée) |
| Songhee      | 송희         | Yoon Song-hee    | 윤송희           | 8 novembre 1998   | Sud-coréenne | Chanteuse secondaire, danseuse                                         |
| Jungwoo      | 정우         | Uhm Jung-woo     | 엄정우           | 2 avril 1999      | Sud-coréenne | Chanteuse principale, danseuse                                         |
| Simyeong     | 시명         | Lee Sim-yeong    | 이시명           | 27 mai 1999       | Sud-coréenne | Danseuse secondaire, chanteuse secondaire, visuel                      |
| Seungeun     | 승은         | Shim Seung-eun   | 심승은           | 27 décembre 2000  | Sud-coréenne | Danseuse principale, chanteuse, visuel, centre, maknae (la plus jeune) |

## Discographie

### Mini-albums (EP)
| Titre       | Détails | Classement | Ventes              |
| Titre       | Détails | COR        | Ventes              |
| ----------- | --- | ---------- | ------------------- |
| BE!         | - Date de sortie : 5 novembre 2019 - Label : MNH Entertainment - Formats : CD, téléchargement numérique, streaming | 23         | COR : plus de 2 800 |
| Carnival    | - Date de sortie : 13 mai 2020 - Label : MNH Entertainment - Formats : CD, téléchargement numérique, streaming     | 19         | COR : plus de 2 600 |
| Re-Original | - Date de sortie : 25 mai 2022 - Label : MNH Entertainment - Formats : CD, téléchargement numérique, streaming     | 32         | NC                  |

### Single album
| Titre                 | Détails de l'album                                                                                           |
| --------------------- | --- |
| BVNDIT, Be Ambitious! | - Date de sortie : 10 avril 2019 - Label : MNH Entertainment - Formats : Téléchargement numérique, streaming |

### Singles
| Année                                                      | Titre               | Classement | Album                 |
| Année                                                      | Titre               | COR        | Album                 |
| ---------------------------------------------------------- | ------------------- | ---------- | --------------------- |
| 2019                                                       | Hocus Pocus         | —          | BVNDIT, Be Ambitious! |
| 2019                                                       | Dramatic (드라마틱) | —          | BE!                   |
| 2019                                                       | Dumb                | —          | BE!                   |
| 2020                                                       | Cool                | —          | Carnival              |
| 2020                                                       | Children            | —          | Carnival              |
| 2020                                                       | Jungle              | —          | Carnival              |
| 2022                                                       | Venom               | —          | Re-Original           |
| "—" indique que le single ne s'est pas classé dans ce pays |                     |            |                       |

## Récompenses et nominations

### Genie Music Awards
| Année | Titre                        | Travail nommé | Résultat   | Réf.   |
| ----- | ---------------------------- | ------------- | ---------- | ------ |
| 2019  | The Top Artist               | Bvndit        | Nomination | [ 16 ] |
| 2019  | The Female New Artist        | Bvndit        | Nomination | [ 16 ] |
| 2019  | Genie Music Popularity Award | Bvndit        | Nomination | [ 16 ] |
| 2019  | Global Popularity Award      | Bvndit        | Nomination | [ 16 ] |

### Mnet Asian Music Awards
| Année | Titre                         | Travail nommé | Résultat   | Réf.   |
| ----- | ----------------------------- | ------------- | ---------- | ------ |
| 2019  | Artist of the Year            | Bvndit        | Nomination | [ 17 ] |
| 2019  | Best New Female Artist        | Bvndit        | Nomination |        |
| 2019  | Worldwide Fans' Choice Top 10 | Bvndit        | Nomination |        |